# Courcelles-en-Barrois
Courcelles-en-Barrois é uma comuna francesa na região administrativa de Grande Leste, no departamento de Meuse. Estende-se por uma área de 7,27 km². Em 2010 a comuna tinha 40 habitantes (densidade: 5,5 hab./km²).